# Marc Anneu Lucà
|  | Per a altres significats, vegeu «Lucà (desambiguació)». |

Marc Anneu Lucà, en llatí Marcus Annaeus Lucanus, (Còrdova, 3 de novembre del 39 - Roma, 30 d'abril del 65) va ser un poeta hispanoromà.

## Biografia
Era net de Marc Anneu Sèneca (Sèneca el vell) i nebot del filòsof Luci Anneu Sèneca (Sèneca el jove). Si bé va néixer a Còrdova, al cap de pocs mesos la seva família es va traslladar a Roma, ciutat on el seu oncle ja havia adquirit una fama notòria. Allà va rebre una educació d'acord amb l'estatus de la seva família. Va estudiar filosofia amb l'estoic Cornut i completar la seva formació amb una estada a Atenes.
Va ser un poeta molt precoç i prolix. Se'l considera el representant en el camp de l'èpica d'un estil nou, anticlàssic i vinculat al moviment estoic que es va imposar a Roma durant el regnat de Neró. Gràcies als seus dots poètics, de molt jove es va guanyar el favor de l'emperador, que el va omplir d'honors. No obstant això, la creixent gelosia de Neró davant el seu talent poètic va fer que caigués en desgràcia i se li prohibís fins i tot escriure poesia. Al final va ser acusat de participar en la conspiració de Pisó i obligat a suïcidar-se, igual que el seu oncle Sèneca, l'any 65, amb 26 anys.
Tan sols s'ha conservat complet un poema èpic-històric, la Farsàlia (Pharsalia o Bellum Ciuile), però coneixem els títols d'altres catorze escrits seus, entre els quals figuren obres dramàtiques, discursos, sàtires i poemes diversos.
La Farsàlia és un poema en hexàmetres que narra el progrés de la lluita entre Juli Cèsar i Gneu Pompeu i comença amb el pas del Rubicó per Cèsar. L'obra es compon de deu llibres, havien d'haver estat dotze, però Lucà va morir abans de concloure definitivament el poema. D'acord amb els manuscrits més antics, el seu títol original era Bellum Ciuile, tot i que es va conèixer majoritàriament pel títol de Pharsalia. L'estil anticlàssic del poema va causar sensació en la seva època: i els autors romans discutien si havia de considerar èpica o història versificada. Quintilià, per exemple, després d'assenyalar el to declamatori, sentenciós i retòric de l'obra, opina que Lucà «ha de ser imitat més pels oradors que pels poetes». La veritat és que el poeta s'allunya dels cànons de l'èpica establerts per Homer i Virgili al triar un tema històric recent i desterrar a les Muses i als déus del seu poema. La seva esposa Pola Argentaria, que tenia reputació d'educada i culta, va ajudar-lo en la correcció de tres llibres de la Farsàlia. Marcial la menciona en alguns epigrames.